# Ferdinand von Mueller

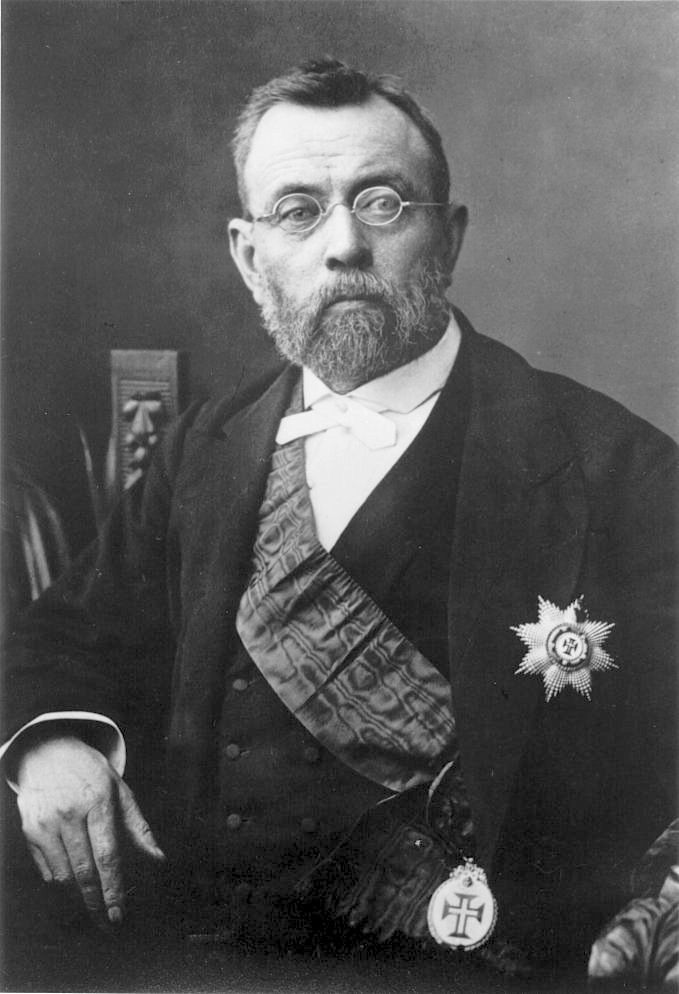
Ferdinand von Mueller

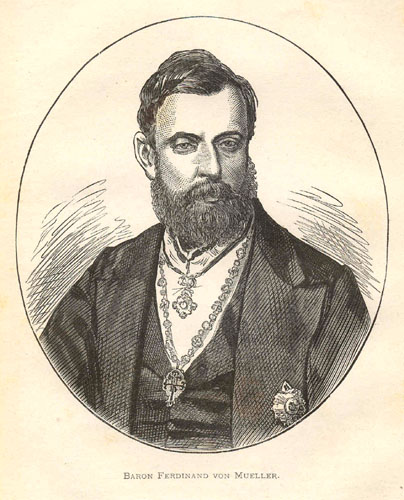
Ferdinand von Mueller

Ferdinand Jacob Heinrich Mueller, ab 1867 von Mueller, ab 1871 Freiherr von Mueller (* 30. Juni 1825 in Rostock; † 10. Oktober 1896 in Melbourne, Australien) war ein deutsch-australischer Botaniker und Geograph. Sein offizielles botanisches Autorenkürzel lautet „F.Muell.“

## Frühe Jahre
Nach dem frühen Tod seines Vaters zog Muellers Mutter mit vier Kindern zu ihrer Familie nach Tönning. Nach dem Abschluss der dortigen Rektorklasse trat er eine Lehre in der Einhorn-Apotheke in Husum an. Anschließend studierte er Pharmazie an der Universität Kiel, belegte aber auch das Fach Botanik bei Ernst Ferdinand Nolte. Mit 22 Jahren erlangte er 1847 mit einer Arbeit über das Gewöhnliche Hirtentäschel den Doktortitel. Während seines Studiums hatte er sich bereits eingehend mit der Flora Schleswig-Holsteins befasst und damit begonnen, eine Sammlung aufzubauen.
Ein von ihm zusätzlich betriebenes Medizinstudium brach Mueller 1847 ab und wanderte zusammen mit zwei Schwestern über Bremen nach Australien aus. Ausschlaggebend für diese Entscheidung war, dass ihm von medizinischer Seite geraten worden war, sich in ein wärmeres Klima zu begeben. Die Überfahrt soll er dazu genutzt haben, Pflanzen und Algen aus dem Meer zu fischen und zu analysieren.
Am 18. Dezember 1847 kam Mueller in Adelaide an und fand dort schnell eine Anstellung als Apotheker. Diese Tätigkeit gab er kurzzeitig auf, um ein kleines Stück Land (20 Acres) zu bewirtschaften, das er, gemeinsam mit seinem Jugendfreund Friedrich Eduard Krichauff, in der Nähe von Adelaide gekauft hatte, doch kehrte er bald darauf in die Stadt zurück, um wieder als Apotheker zu arbeiten.
Während dieser Zeit veröffentlichte Mueller einige Aufsätze zu botanischen Themen in deutschen Fachzeitschriften und 1852 reichte er die Arbeit „The Flora of South Australia“ bei der Linné-Gesellschaft in London ein. Von 1848 bis 1852 reiste Mueller häufig durch das Land. Bei dieser Gelegenheit entdeckte und beschrieb er zahlreiche der Wissenschaft bisher unbekannte Pflanzen. Seinen Wohnsitz verlegte er bald von Adelaide nach Melbourne.

## Im Dienst der Regierung von Victoria
Auf Empfehlung des britischen Botanikers Sir William Jackson Hooker wurde Mueller 1853 als Botaniker von der Regierung der Kolonie Victoria angestellt. Der Gouverneur von Victoria, Charles La Trobe, richtete hierzu eigens eine neue Planstelle ein. In seiner neuen Position verschrieb sich Mueller zunächst der Erforschung der Vegetation in den Bergen Australiens, die bis dahin nahezu unbekannt war. Von Melbourne aus erkundete er die Buffalo Ranges, wandte sich danach an den Oberlauf des Goulburn River und zog schließlich über Gippsland zurück an die Küste. Dann wurde die Umgebung von Port Albert und des heutigen Wilsons-Promontory-Nationalparks untersucht. Schließlich reiste er entlang des Meeres zurück nach Melbourne und beendete damit eine Forschungsreise, die sich über nahezu 1500 Meilen erstreckt hatte.
Im selben Jahr gründete Mueller das nationale Herbarium von Victoria, das noch heute besteht und besucht werden kann. Es bewahrt sowohl aus Australien als auch aus dem Ausland stammende Pflanzen; darunter solche, die er selbst sammelte. Auch Muellers umfangreiche Privatbibliothek ist heute in Melbourne zu besichtigen.
1855/1856 schloss sich Mueller der Expedition an, die Augustus Gregory im Auftrag des Duke of Newcastle in den Outback führte, und diente dort als wissenschaftlicher Experte. Die Expedition erkundete den Victoria River und andere Gebiete im Norden Australiens. Mueller war eines der vier Expeditionsmitglieder, die 1856 den Termination Lake erreichten, und er begleitete Gregory weiter auf dem Rückweg bis nach Moreton Bay bei Brisbane. Während der Reise entdeckte Mueller fast 800 neue Spezies und veröffentlichte nach dem Ende der Expedition die Schrift Definitions of Rare or Hitherto Undescribed Australian Plants.
Von 1854 bis 1872 war Mueller Mitglied des Instituts für den wissenschaftlichen Fortschritt von Victoria. 1859 stand er diesem Institut als Präsident vor, als es aufgrund eines königlichen Gründungsaktes in Royal Society of Victoria umbenannt wurde. Er war ein aktives Mitglied des Komitees, das 1860 die Expedition von Burke und Wills aussandte, der erstmals die Durchquerung Australiens gelingen sollte. Mueller förderte damit die Erforschung Australiens und war das einzige Mitglied des Komitees, das eigene Erfahrungen in der Forschung aufzuweisen hatte. Aus diesem Grunde hatte er großen Einfluss auf die Vorbereitung der Expedition und insbesondere auf die Zusammensetzung ihrer Teilnehmer. Ihm soll es zu verdanken sein, dass Robert O’Hara Burke zum Führer der Expedition bestimmt wurde. Weiter war Mueller an diversen Versuchen beteiligt, das Schicksal des bei einer Expedition in das Innere Australiens verschollenen Ludwig Leichhardt aufzuklären.
Von 1857 bis 1873 war Mueller Leiter der Royal Botanic Gardens, Melbourne. In dieser Eigenschaft führte er nicht nur viele Pflanzen neu nach Victoria ein, sondern machte auch den Eukalyptus in aller Welt bekannt und leistete seiner Verbreitung nach Südeuropa, Afrika, Kalifornien und Südamerika Vorschub.
Mueller war der Förderer des Forschers Ernest Giles, des Entdeckers des Lake Amadeus und des Kata Tjuṯa/Mount Olga. Giles wollte den See zunächst Lake Ferdinand und den Kata Tjuṯa Mount Mueller nennen, doch Mueller bestand darauf, den See nach König Amadeus von Spanien und den Berg nach Königin Olga von Württemberg zu bezeichnen, da beide ihm Vorteile versprochen hatten. Tatsächlich wurde Mueller im Jahre 1871 anlässlich der Silberhochzeit von König Karl von Württemberg und der Königin Olga der erbliche Titel eines Freiherrn verliehen.
1873 geriet Mueller wegen seines wissenschaftlichen und belehrenden Anspruchs bei der Führung des botanischen Gartens von Melbourne zunehmend in die Kritik. Im April 1873 hatte er eine Pflanzengattung nach William Guilfoyle benannt, den er als hervorragenden Sammler beschrieb, der mit Feuereifer bei der Sache sei und in dessen Fähigkeiten er große Hoffnungen setzte. Muellers Meinung über Guilfoyle änderte sich jedoch rasch, als er im Juli 1873 erfuhr, dass Guilfoyle ihn als Direktor des botanischen Gartens von Melbourne ablösen sollte. Nun bezeichnete er seinen Rivalen nur noch als Kunstgärtner, der keine Ahnung von der Wissenschaft habe und der seine Stellung nur wegen der Verwandtschaft seiner Ehefrau mit dem zuständigen Minister erhalten sollte. Zudem wurde in Muellers Werken die gerade neu kreierte Gattung Guilfoylia wieder abgeschafft; die zugehörigen Pflanzen schlug er der Gattung Cadellia zu. Die Übernahme des Direktorenpostens durch Guilfoyle konnte Mueller jedoch nicht verhindern. Dieser gestaltete nach seiner Amtseinführung den botanischen Garten in einer ästhetischen, das Auge mehr ansprechenden Weise um, die den meisten Melbournern gefiel.

## Ehrungen

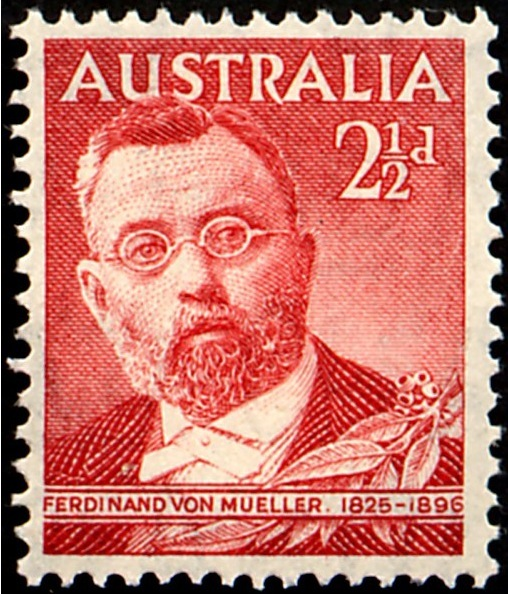
Australische Briefmarke (1948)

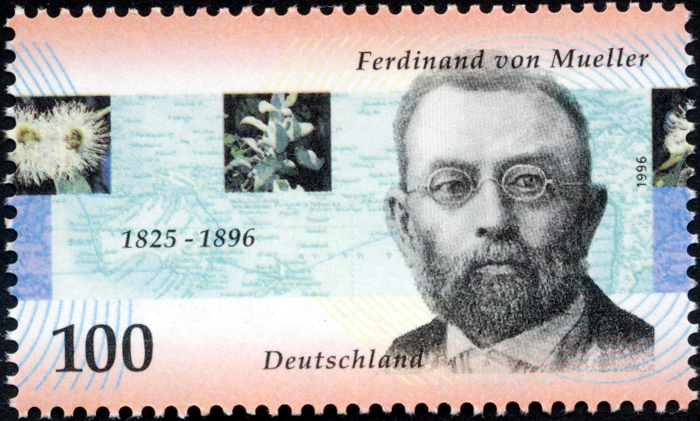
Deutsche Briefmarke (1996)

Für seine Verdienste wurde Mueller von vielen Staaten ausgezeichnet, unter anderem von Deutschland, Frankreich, Spanien, Dänemark und Portugal. Im Jahr 1857 wurde von Mueller zum Mitglied der Deutschen Akademie der Naturforscher Leopoldina gewählt. 1861 wurde er als Mitglied in die Royal Society aufgenommen. Im Jahr 1865 wurde von Mueller erneut zum Mitglied der Deutschen Akademie der Naturforscher Leopoldina gewählt. 1866 wurde er zum korrespondierenden Mitglied der Göttinger Akademie der Wissenschaften gewählt. 1879 wurde er zum Knight Commander des Order of St. Michael and St. George geschlagen und damit in den britischen persönlichen Adelsstand („Sir“) erhoben. Außerdem wurde er korrespondierendes Mitglied der Berliner Gesellschaft für Anthropologie, Ethnologie und Urgeschichte.
Er war korrespondierendes Mitglied des Thüringisch-Sächsischen Vereins für Erdkunde.
1873 erhielt er die Ehrendoktorwürde der Universität Rostock und 1883 wurde ihm die Clarke-Medaille der Royal Society of New South Wales verliehen. 1888 wurde er mit der Royal Medal der Royal Society ausgezeichnet und Ehrenmitglied des Vereins für vaterländische Naturkunde in Württemberg. 1892 wurde er in die American Academy of Arts and Sciences und 1895 als korrespondierendes Mitglied in die Académie des sciences gewählt.
Die Pflanzengattung Muelleranthus Hutch. aus der Familie der Hülsenfrüchtler (Fabaceae) sowie die ab 1955 erscheinende Zeitschrift Muelleria sind nach ihm benannt worden. Weitere Gattungen, die ihm zu Ehren benannt wurden, sind Austromuellera C.T.White und Sirmuellera Kuntze, beide aus der Familie der Silberbaumgewächse (Proteaceae), außerdem Muellerina Tiegh. aus der Familie der Riemenblumengewächse (Loranthaceae), Muellerolimon Lincz. aus der Familie der Bleiwurzgewächse (Plumbaginaceae) und Muellerothamnus Engl. aus der Familie der Monimiengewächse (Monimiaceae).
Die australische Post ehrte Mueller 1948 mit einer Briefmarke sowie erneut 1996 zum 100. Todestag Muellers in einer Gemeinschaftsausgabe mit der Deutschen Post.

## Adelserhebung
Mit Verleihung des Ritterkreuzes des Ordens der Württembergischen Krone wurde Mueller am 20. Dezember 1867 zunächst in den württembergischen persönlichen Adelsstand erhoben. Die Erhebung in den württembergischen Freiherrnstand erfolgte vier Jahre später am 6. Juli 1871.

## Nach Mueller benannte Orte

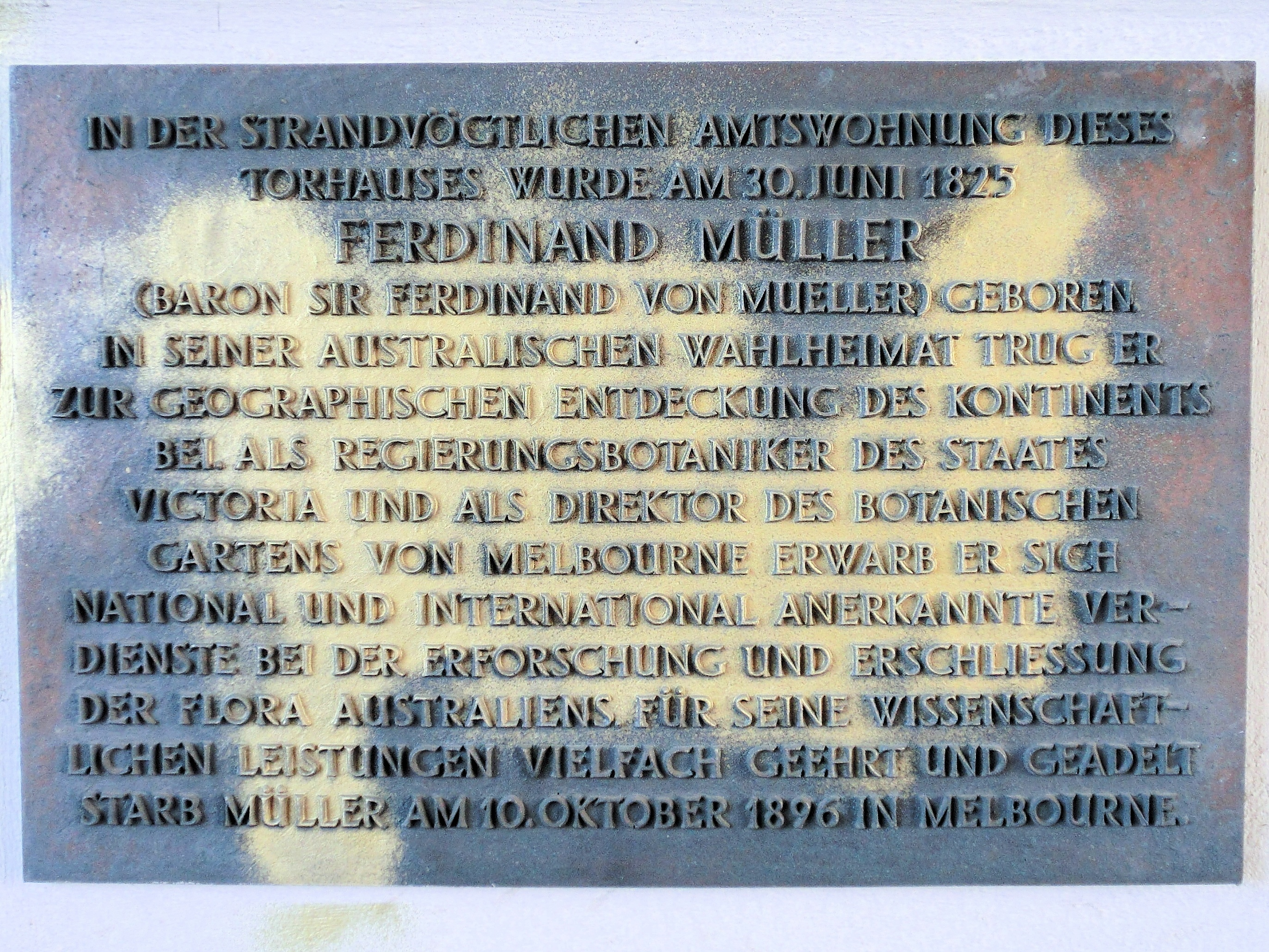
Gedenktafel am Geburtshaus Muellers

Nach Mueller wurden verschiedene geografische Objekte benannt: So die Mueller Ranges (WA), die Muellers Range (Qld), ein Mount Mueller (jeweils in WA, NT, Tas und Vic) sowie ein Mount von Mueller (WA), Muellers Peak (NSW), der Mueller River (Vic), Muellers Creek (SA) und Mueller Creek (NT), der Lake Mueller (Qld), der Mueller-Gletscher in Neuseeland und der Mount Mueller, ein Berg in der Antarktis.

## Werke
Muellers veröffentlichtes Werk ist äußerst umfangreich. Das höchstwahrscheinlich wichtigste Werk Muellers sind die zwischen 1858 und 1881 veröffentlichten elf Bände der Fragmenta phytographiae Australiae. Auch seine Plants Indigenous to the Colony of Victoria (2 Bände, 1860–1865), sowie die Key to the System of Victorian Plants (2 Bände, 1885–1887) waren Meilensteine in der Beschreibung der Flora des südöstlichen Australiens. Zusammen mit George Bentham veröffentlichte er das siebenbändige Werk Flora Australiensis (1863–1878), das auf seinen gesammelten Proben und Notizen basierte. Diese Veröffentlichung diente Benjamin Daydon Jackson als eines der Grundlagenwerke für die Erstellung des Index Kewensis.
Zu seinen weiteren Hauptwerken gehören noch die Selected Extra-Tropical Plants (1881), Eucalyptographia (1879–1884), Systematic Census of Australian Plants (1882–1885 mit einem Supplement 1889) sowie die Iconography of Australian Salsolaceous Plants (1889–1891).
Weiterhin:
- An historical review of the explorations of Australia. Philosophical Institute, Melbourne 1858.
- Enumeration of the plants collected by Dr J Murray during Mr A Howitt's Expedition into Central Australia in the year 1862. In: Annual Report of the Government Botanist. 1863, S. 16–18.
- On the systematic position of the Nardoo plant and the physiological characteristics of its fruit. In: Transactions and proceedings of the Royal Society of Victoria: During the years 1861 to 1864. 1865, S. 137–147.